# Cupertino, California
Cupertino, California là một thành phố thuộc quận Santa Clara trong tiểu bang California, Hoa Kỳ. Thành phố có tổng diện tích 29,17 km², trong đó diện tích đất là 29,17 km². Theo điều tra dân số Hoa Kỳ năm 2010, thành phố có dân số 58.302 người.
Cupertino nằm ngay phía tây của San Jose trên rìa phía tây của thung lũng Santa Clara với các phần mở rộng vào các chân đồi của dãy núi Santa Cruz. Cupertino là một trong nhiều thành phố tự xưng là "trái tim" của Thung lũng Silicon, vì nhiều công ty bán dẫn và máy tính được thành lập ở đó và ở các khu vực lân cận. Thành phố là nơi đóng trụ sở của Apple Inc..